# Calcio Monza 1992-1993
Questa pagina raccoglie le informazioni riguardanti il Calcio Monza nelle competizioni ufficiali della stagione 1992-1993.

## Stagione
Nella stagione 1992-1993 il Monza ritornato nel campionato cadetto, sempre guidato dal tecnico Giovanni Trainini, ottiene 33 punti ed una tranquilla salvezza. Chiude male il torneo con sei pareggi e due sconfitte, ma senza rischiare di perdere la categoria. Sugli scudi i due attaccanti Anselmo Robbiati autore di 10 reti ed Edoardo Artistico con 8 centri, il Monza è stata la squadra che ha segnato meno reti della categoria, 24 in tutto in 38 partite, ha quindi offeso poco, ma anche subito poco, in tutto il torneo 31 reti. Nella Coppa Italia la squadra brianzola supera nel primo turno in gara unica il Bologna allenato dell'ex ala biancorossa Eugenio Bersellini, poi nel secondo turno viene eliminato dal torneo dal Torino, che vince entrambe le gare, e che nel seguito della stagione si aggiudicherà la manifestazione.

## Rosa
| N. |                   | Ruolo | Calciatore            |
| -- | ----------------- | ----- | --------------------- |
|    | Italia (bandiera) | A     | Edoardo Artistico     |
|    | Italia (bandiera) | D     | Marco Babini          |
|    | Italia (bandiera) | C     | Massimo Brambilla     |
|    | Italia (bandiera) | A     | Alessio Brogi         |
|    | Italia (bandiera) | A     | Eupremio Carruezzo    |
|    | Italia (bandiera) | P     | Antonio Chimenti      |
|    | Italia (bandiera) | C     | Fabio Cinetti         |
|    | Italia (bandiera) | C     | Rocco Cotroneo        |
|    | Italia (bandiera) | D     | Alessio Delpiano      |
|    | Italia (bandiera) | A     | Simone Erba           |
|    | Italia (bandiera) | D     | Claudio Finetti       |
|    | Italia (bandiera) | D     | Gian Paolo Manighetti |

| N. |                   | Ruolo | Calciatore        |
| -- | ----------------- | ----- | ----------------- |
|    | Italia (bandiera) | D     | Stefano Marra     |
|    | Italia (bandiera) | D     | Ruggero Radice    |
|    | Italia (bandiera) | C     | Carlo Ricchetti   |
|    | Italia (bandiera) | A     | Anselmo Robbiati  |
|    | Italia (bandiera) | P     | Maurizio Rollandi |
|    | Italia (bandiera) | C     | Alessandro Romano |
|    | Italia (bandiera) | D     | Francesco Rossi   |
|    | Italia (bandiera) | C     | Fulvio Saini      |
|    | Italia (bandiera) | D     | Roberto Sala      |
|    | Italia (bandiera) | C     | Marco Sinigaglia  |
|    | Italia (bandiera) | D     | Roberto Soldà     |
|    | Italia (bandiera) | P     | Cristiano Spadini |

## Risultati

### Serie B

#### Girone di andata
| Arbitro: | Boggi (Salerno) |

|              |           |  |
| Robbiati 91’ | Marcatori |  |

| Arbitro: | Fabricatore (Roma) |

|                                |           |  |
| Pryrz 18’ (rig.) Giampaolo 34’ | Marcatori |  |

| Arbitro: | Brignoccoli (Ancona) |

|                          |           |  |
| De Falco 52’ Scienza 82’ | Marcatori |  |

| Monza 27 settembre 1992 4ª giornata | Monza              | 0 – 0 | Padova | Stadio Brianteo\| Arbitro: \| Felicani (Bologna) \| |
| Arbitro:                            | Felicani (Bologna) |       |        |                                                     |

| Terni 4 ottobre 1992 5ª giornata | Ternana                                | 0 – 0 | Monza | Stadio Libero Liberati\| Arbitro: \| Pellegrino (Barcellona Pozzo di Gotto) \| |
| Arbitro:                         | Pellegrino (Barcellona Pozzo di Gotto) |       |       |                                                                                |

| Arbitro: | Rodomonti (Teramo) |

|              |           |                                    |
| Robbiati 89’ | Marcatori | 10’ Dezotti 44’ Gualco 70’ Tentoni |

| Arbitro: | Collina (Viareggio) |

|          |           |              |
| Ripa 56’ | Marcatori | 20’ Delpiano |

| Monza 25 ottobre 1992 8ª giornata | Monza           | 0 – 0 | Cesena | Stadio Brianteo\| Arbitro: \| Dinelli (Lucca) \| |
| Arbitro:                          | Dinelli (Lucca) |       |        |                                                  |

| Arbitro: | Franceschini (Bari) |

|              |           |               |
| Bia 41’, 51’ | Marcatori | 20’ Carruezzo |

| Arbitro: | Fucci (Salerno) |

|  |           |                  |
|  | Marcatori | 46’ (aut.) Soldà |

| Arbitro: | Conocchiari (Macerata) |

|                          |           |  |
| P. Poggi 23’ Bonaldi 59’ | Marcatori |  |

| Monza 22 novembre 1992 12ª giornata | Monza                         | 0 – 0 | Pisa | Stadio Brianteo\| Arbitro: \| Quartuccio (Torre Annunziata) \| |
| Arbitro:                            | Quartuccio (Torre Annunziata) |       |      |                                                                |

| Arbitro: | Braschi (Prato) |

|             |           |              |
| Rizzolo 54’ | Marcatori | 63’ Robbiati |

| Arbitro: | Merlino (Torre del Greco) |

|                         |           |  |
| Artistico 26’ Soldà 53’ | Marcatori |  |

| Arbitro: | Arena (Ercolano) |

|              |           |              |
| Simonini 20’ | Marcatori | 3’ Artistico |

| Arbitro: | Braschi (Prato) |

|                            |           |             |
| Artistico 62’ Robbiati 81’ | Marcatori | 91’ Troglio |

| Arbitro: | Bettin (Padova) |

|          |           |               |
| Paci 61’ | Marcatori | 40’ Artistico |

| Monza 10 gennaio 1993 18ª giornata | Monza           | 0 – 0 | Taranto | Stadio Brianteo\| Arbitro: \| Dinelli (Lucca) \| |
| Arbitro:                           | Dinelli (Lucca) |       |         |                                                  |

| Arbitro: | Pellegrino (Barcellona Pozzo di Gotto) |

|                |           |              |
| Turkyilmaz 19’ | Marcatori | 64’ Robbiati |

#### Girone di ritorno
| Arbitro: | Quartuccio (Torre Annunziata) |

|                 |           |  |
| Capocchiano 50’ | Marcatori |  |

| Monza 31 gennaio 1993 21ª giornata | Monza               | 0 – 0 | Verona | Stadio Brianteo\| Arbitro: \| Franceschini (Bari) \| |
| Arbitro:                           | Franceschini (Bari) |       |        |                                                      |

| Monza 7 febbraio 1993 22ª giornata | Monza         | 0 – 0 | Reggiana | Stadio Brianteo\| Arbitro: \| Rosica (Roma) \| |
| Arbitro:                           | Rosica (Roma) |       |          |                                                |

| Arbitro: | Brignoccoli (Ancona) |

|                              |           |              |
| Pellizzaro 19’ Simonetta 58’ | Marcatori | 90’ Robbiati |

| Arbitro: | Bazzoli (Merano) |

|               |           |  |
| Artistico 21’ | Marcatori |  |

| Arbitro: | Racalbuto (Gallarate) |

|            |           |               |
| Gualco 22’ | Marcatori | 49’ Artistico |

| Arbitro: | Fabricatore (Roma) |

|           |           |              |
| Soldà 82’ | Marcatori | 22’ Quaranta |

| Arbitro: | Ceccarini (Livorno) |

|           |           |  |
| Jozic 92’ | Marcatori |  |

| Arbitro: | Rosica (Roma) |

|                           |           |  |
| Delpiano 81’ Robbiati 90’ | Marcatori |  |

| Ferrara 10 aprile 1993 29ª giornata | SPAL                | 0 – 0 | Monza | Stadio Paolo Mazza\| Arbitro: \| Franceschini (Bari) \| |
| Arbitro:                            | Franceschini (Bari) |       |       |                                                         |

| Arbitro: | Rodomonti (Teramo) |

|                            |           |             |
| Brambilla 41’ Robbiati 48’ | Marcatori | 65’ Mariani |

| Pisa 25 aprile 1993 31ª giornata | Pisa                      | 0 – 0 | Monza | Stadio Arena Garibaldi\| Arbitro: \| Merlino (Torre del Greco) \| |
| Arbitro:                         | Merlino (Torre del Greco) |       |       |                                                                   |

| Arbitro: | Pezzella (Frattamaggiore) |

|              |           |             |
| Robbiati 73’ | Marcatori | 83’ Rizzolo |

| Arbitro: | Braschi (Prato) |

|             |           |               |
| Paolino 74’ | Marcatori | 39’ Artistico |

| Monza 16 maggio 1993 34ª giornata | Monza            | 0 – 0 | Piacenza | Stadio Brianteo\| Arbitro: \| Arena (Ercolano) \| |
| Arbitro:                          | Arena (Ercolano) |       |          |                                                   |

| Arbitro: | Dinelli (Lucca) |

|              |           |                     |
| Bierhoff 20’ | Marcatori | 39’ (rig.) Robbiati |

| Monza 30 maggio 1993 36ª giornata | Monza                                  | 0 – 0 | Lucchese | Stadio Brianteo\| Arbitro: \| Pellegrino (Barcellona Pozzo di Gotto) \| |
| Arbitro:                          | Pellegrino (Barcellona Pozzo di Gotto) |       |          |                                                                         |

| Arbitro: | Quartuccio (Torre Annunziata) |

|                 |           |  |
| Muro 75’ (rig.) | Marcatori |  |

| Arbitro: | Cinciripini (Ascoli Piceno) |

|               |           |                          |
| Artistico 48’ | Marcatori | 65’ Bellotti 80’ Iuliano |

### Coppa Italia
| Arbitro: | Bazzoli (Merano) |

|              |           |  |
| Delpiano 99’ | Marcatori |  |

| Arbitro: | Ceccarini (Livorno) |

|                |           |                                   |
| Brogi 35’, 78’ | Marcatori | 7’ Silenzi 20’ Aguilera 86’ Sordo |

| Arbitro: | Bettin (Padova) |

|              |           |  |
| Aguilera 11’ | Marcatori |  |

## Statistiche

### Statistiche di squadra
| Competizione | Punti | In casa | In casa | In casa | In casa | In casa | In casa | In trasferta | In trasferta | In trasferta | In trasferta | In trasferta | In trasferta | Totale | Totale | Totale | Totale | Totale | Totale | DR |
| Competizione | Punti | G       | V       | N       | P       | Gf      | Gs      | G            | V            | N            | P            | Gf           | Gs           | G      | V      | N      | P      | Gf     | Gs     | DR |
| ------------ | ----- | ------- | ------- | ------- | ------- | ------- | ------- | ------------ | ------------ | ------------ | ------------ | ------------ | ------------ | ------ | ------ | ------ | ------ | ------ | ------ | -- |
| Serie B      | 33    | 19      | 6       | 10      | 3       | 14      | 10      | 19           | 0            | 11           | 8            | 10           | 21           | 38     | 6      | 21     | 11     | 24     | 31     | -7 |
| Coppa Italia |       | 2       | 1       | 0       | 1       | 3       | 3       | 1            | 0            | 0            | 1            | 0            | 1            | 3      | 1      | 0      | 2      | 3      | 4      | -1 |
| Totale       |       | 21      | 7       | 10      | 4       | 17      | 13      | 20           | 0            | 11           | 9            | 10           | 22           | 41     | 7      | 21     | 13     | 27     | 35     | -8 |

### Statistiche dei giocatori
| Giocatore     | Serie B  | Serie B | Serie B     | Serie B    | Coppa Italia | Coppa Italia | Coppa Italia | Coppa Italia | Totale   | Totale | Totale      | Totale     |
| Giocatore     | Presenze | Reti    | Ammonizioni | Espulsioni | Presenze     | Reti         | Ammonizioni  | Espulsioni   | Presenze | Reti   | Ammonizioni | Espulsioni |
| ------------- | -------- | ------- | ----------- | ---------- | ------------ | ------------ | ------------ | ------------ | -------- | ------ | ----------- | ---------- |
| E. Artistico  | 24       | 8       | ?           | ?          | ?            | ?            | ?            | ?            | 24+      | 8+     | ?           | ?          |
| M. Babini     | 34       | 0       | ?           | ?          | ?            | ?            | ?            | ?            | 34+      | 0+     | ?           | ?          |
| M. Brambilla  | 36       | 1       | ?           | ?          | ?            | ?            | ?            | ?            | 36+      | 1+     | ?           | ?          |
| A. Brogi      | 18       | 0       | ?           | ?          | ?            | ?            | ?            | ?            | 18+      | 0+     | ?           | ?          |
| E. Carruezzo  | 15       | 1       | ?           | ?          | ?            | ?            | ?            | ?            | 15+      | 1+     | ?           | ?          |
| A. Chimenti   | 4        | -4      | ?           | ?          | ?            | ?            | ?            | ?            | 4+       | -4+    | ?           | ?          |
| F. Cinetti    | 1        | 0       | ?           | ?          | ?            | ?            | ?            | ?            | 1+       | 0+     | ?           | ?          |
| R. Cotroneo   | 24       | 0       | ?           | ?          | ?            | ?            | ?            | ?            | 24+      | 0+     | ?           | ?          |
| A. Delpiano   | 32       | 2       | ?           | ?          | ?            | ?            | ?            | ?            | 32+      | 2+     | ?           | ?          |
| S. Erba       | 3        | 0       | ?           | ?          | ?            | ?            | ?            | ?            | 3+       | 0+     | ?           | ?          |
| C. Finetti    | 27       | 0       | ?           | ?          | ?            | ?            | ?            | ?            | 27+      | 0+     | ?           | ?          |
| G. Menighetti | 26       | 0       | ?           | ?          | ?            | ?            | ?            | ?            | 26+      | 0+     | ?           | ?          |
| S. Marra      | 12       | 0       | ?           | ?          | ?            | ?            | ?            | ?            | 12+      | 0+     | ?           | ?          |
| R. Radice     | 24       | 0       | ?           | ?          | ?            | ?            | ?            | ?            | 24+      | 0+     | ?           | ?          |
| C. Ricchetti  | 18       | 0       | ?           | ?          | ?            | ?            | ?            | ?            | 18+      | 0+     | ?           | ?          |
| A. Robbiati   | 34       | 10      | ?           | ?          | ?            | ?            | ?            | ?            | 34+      | 10+    | ?           | ?          |
| M. Rollandi   | 34       | -27     | ?           | ?          | ?            | ?            | ?            | ?            | 34+      | -27+   | ?           | ?          |
| A. Romano     | 34       | 0       | ?           | ?          | ?            | ?            | ?            | ?            | 34+      | 0+     | ?           | ?          |
| F. Rossi      | 1        | 0       | ?           | ?          | ?            | ?            | ?            | ?            | 1+       | 0+     | ?           | ?          |
| F. Saini      | 35       | 0       | ?           | ?          | ?            | ?            | ?            | ?            | 35+      | 0+     | ?           | ?          |
| R. Sala       | 2        | 0       | ?           | ?          | ?            | ?            | ?            | ?            | 2+       | 0+     | ?           | ?          |
| M. Sinigaglia | 21       | 0       | ?           | ?          | ?            | ?            | ?            | ?            | 21+      | 0+     | ?           | ?          |
| R. Soldà      | 27       | 2       | ?           | ?          | ?            | ?            | ?            | ?            | 27+      | 2+     | ?           | ?          |
| C. Spadini    | 1        | 0       | ?           | ?          | ?            | ?            | ?            | ?            | 1+       | 0+     | ?           | ?          |